# Dr. Jäkel och Mr. Hyde
Dr. Jäkel och Mr. Hyde (eng: The Nutty Professor) är en amerikansk komedifilm från 1963 i regi av Jerry Lewis. Filmen är en parodi på Robert Louis Stevensons kortroman Dr. Jekyll och Mr. Hyde från 1886. År 1996 gjordes en nyinspelning av filmen, med Eddie Murphy och Jada Pinkett Smith, i regi av Tom Shadyac.

## Rollista i urval
- Jerry Lewis - Professor Julius F. Kelp/Buddy Love/Baby Kelp
- Stella Stevens - Ms. Stella Purdy
- Del Moore - Dr. Mortimer S. Warfield
- Kathleen Freeman - Ms. Millie Lemmon
- Howard Morris - Mr. Elmer Kelp
- Elvia Allman - Mrs. Edwina Kelp
- Julie Parrish - Collegestudent
- Milton Frome - Dr. M. Sheppard Leevee
- Buddy Lester - Bartender
- Med Flory - Warzewski, fotbollsspelaren